# Rehab doll
Rehab doll is het debuut- en enige studioalbum van de Amerikaanse rockband Green River. Het album werd in 1988 uitgebracht op het platenlabel Sub Pop. In 1990 werd het album heruitgegeven als onderdeel van het verzamelalbum Dry as a bone/Rehab doll. In 2019 volgde nog een heruitgave waarvoor Jack Endino de muziek opnieuw mixte en masterde.

## Ontvangst
Mark Deming van AllMusic gaf het album 3 van 5 sterren en merkte op dat "if this doesn't capture them at their best, it not only helped define what was coming to be known as grunge, but also provided a clear map to the stronger bands these musicians would form later on". Hoewel volgens Steve Kandell van Pitchfork het album niet bepaald gepolijst klinkt, heeft het "the distinctly late-1980s big-drums feel of something someone tried to polish before the band imploded". De band belandde dankzij het album in 2016 op de lijst van "40 Greatest One-Album Wonders" van Rolling Stone.

## Nummers
Alle teksten zijn geschreven door Mark Arm, alle muziek is geschreven door Bruce Fairweather, Jeff Ament en Stone Gossard tenzij anders aangegeven.
| Nr. | Titel                               | Duur |
| --- | ----------------------------------- | ---- |
| 1.  | Forever means                       | 4:20 |
| 2.  | Rehab doll (met Paul Solger)        | 3:23 |
| 3.  | Swallow my pride (met Steve Turner) | 2:59 |
| 4.  | Together we'll never                | 4:01 |
| 5.  | Smiling and dyin'                   | 3:23 |
| 6.  | Porkfist                            | 3:13 |
| 7.  | Take a dive                         | 3:28 |
| 8.  | One more stitch                     | 3:53 |